# لوي بينيت
لوي بينيت (بالإنجليزية: Louie Bennett)‏ (و. 1870 – 1956 م) هي صحفية، وروائية، وناشطة حق المرأة بالتصويت، وسفرجات، ونقابية أيرلندية، ولدت في مقاطعة دبلن، توفيت في دبلن، عن عمر يناهز 86 عاماً.